# Bošnjaci Kosova
Bošnjaci su jedna od etničkih skupina na Kosovu. 
Nakon Albanaca i Srba, Bošnjaci su najbrojnija zajednica na Kosovu. Iako su po rezultatima popisa iz 2011. godine, Bošnjaci drugi najbrojniji narod Kosova, to u stvarnosti nije prava demografska slika ove države jer zbog neobavljanja popisa u općinama s većinskim srpskim stanovništvom (Leposavić, Zubin Potok i Zvečan), popis nije potpun.
Po istom popisu stanovništva, na Kosovu je 2011. godine živjelo 27.533 Bošnjaka, što predstavlja 1,58% od ukupnog broja stanovnika. Najviše Bošnjaka živi u Prizrenu 16.896. Broj Bošnjaka u općinama Dragaš je 4100, u Peći 3786, općini Istok 1142 te u Kosovskoj Mitrovici 416.

## Vanjske povezice
- https://web.archive.org/web/20130530002058/http://bosnjak-ks.info/
- http://www.prizren-web.com/magazin/  Arhivirana inačica izvorne stranice od 11. siječnja 2019. (Wayback Machine)
- http://balkans.aljazeera.net/vijesti/saliji-bosnjaci-s-kosova-tesko-do-bih